# 斜脉胶桉
斜脉胶桉（学名：Eucalyptus kirtoniana）为桃金娘科桉属下的一个种。

## 扩展阅读
- 維基物種上的相關：斜脉胶桉